# 小帽虫属
小帽虫属（学名：Pteropilium）是罩笼虫目的一属。

## 下属物种
本属包括以下物种：
- Pteropilium stratiotes Haeckel, 1887